# 下灣漁民新村

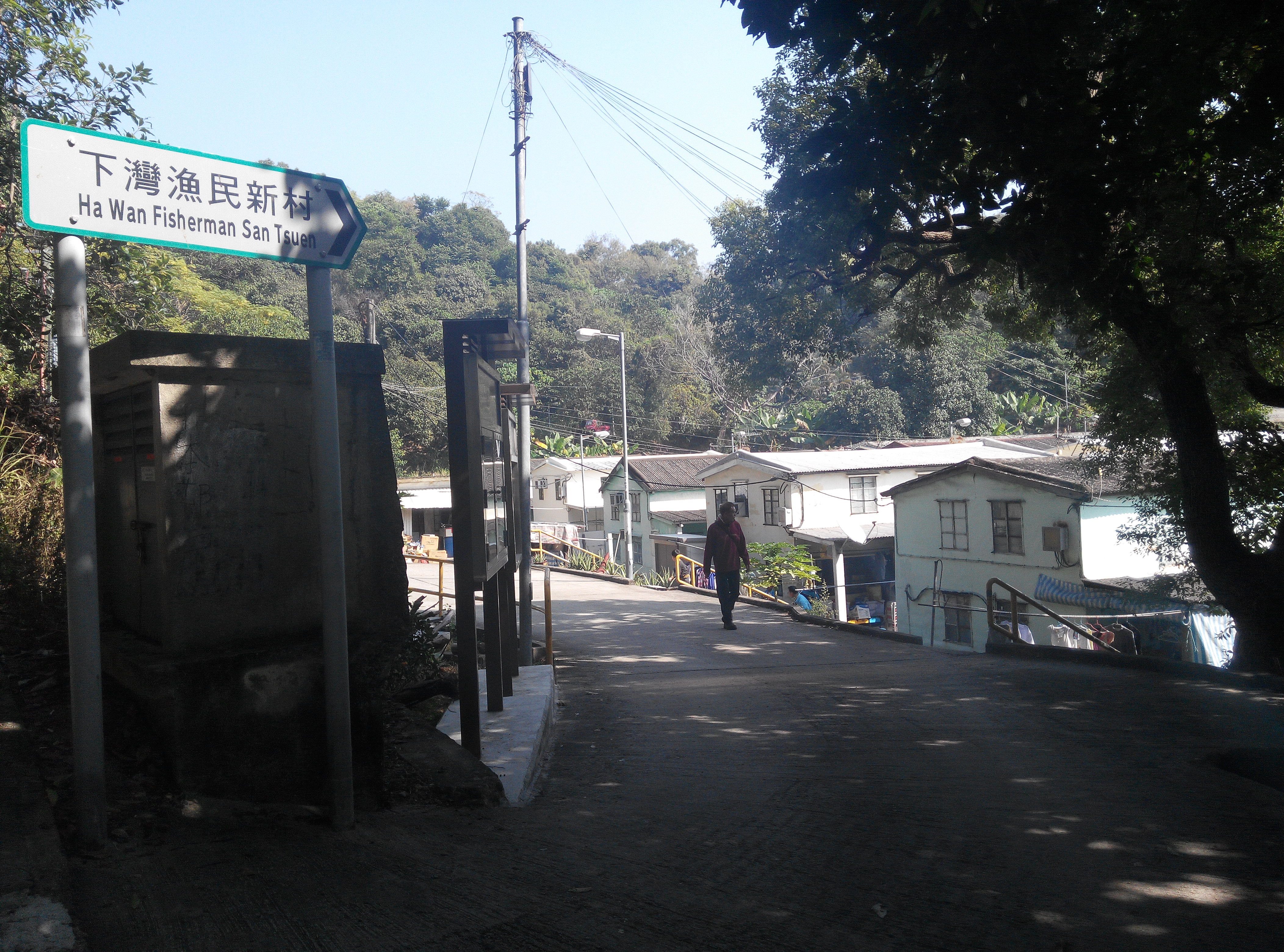
下灣漁民新村

下灣漁民新村（英語：Ha Wan Fisherman San Tsuen）是一條位於香港元朗新田落馬洲的非原居民村，位於潘屋村和落馬洲村之間。

## 歷史
1980年代初，政府計劃興建落馬洲口岸設施及相關道路基建，決定收回下灣（三寶樹和落馬洲之間）合共54個漁塘。有部份在當地經營漁塘的漁民選擇遷入公共房屋，餘下的漁民選擇向原居民租地，在鐵坑山下建村。下灣漁民新村於1985年入伙，建有20幢排列整齊的兩層高村屋，新村有21戶村民，村民每年都會參加慶祝下灣村土地誕。
2002年，下灣漁民新村被劃入下灣村的鄉村範圍，有權選舉居民代表，此決定令部份下灣村村民不滿。下灣漁民新村有別於下灣村，下灣村立村於1950年，兩村相距亦有一段距離。

## 未來發展
2022年年底，地皮擁有人提出收回土地，要求居民遷出。

## 外部連結
居民代表選舉下灣村（新田鄉）的劃定現有鄉村範圍（2019至2022年） （页面存档备份，存于）